# Троицкий собор (Одесса)
Свято-Троицкий (греческий) собор в Одессе — православный храм Одесской епархии Украинской Православной Церкви. С 4 января 2006 года именуется «Свято-Троицким собором»; в том же году в табличку у входа, по настоянию правительства Греции, было внесено слово «(греческий)».
Исторически, именовался различно: с 1808 по 1908 годы — Греческая Троицкая церковь; с 1908 по 1936 годы — Свято-Троицкая (Греческая) церковь; с 1936 по 1941 годы был закрыт (в эти годы храм лишился верхнего яруса колокольни и купола — их удалось воссоздать только в 1990-х годах); с 1941 (храм открыт властями Транснистрии в юрисдикции Румынской Церкви) по 1956 годы — Свято-Троицкая церковь; с 1956 по 1999 годы — Свято-Троицкий храм Александрийского подворья; с 1999 по 2006 годы — Свято-Троицкий храм Одесской митрополии Украинской Православной Церкви.

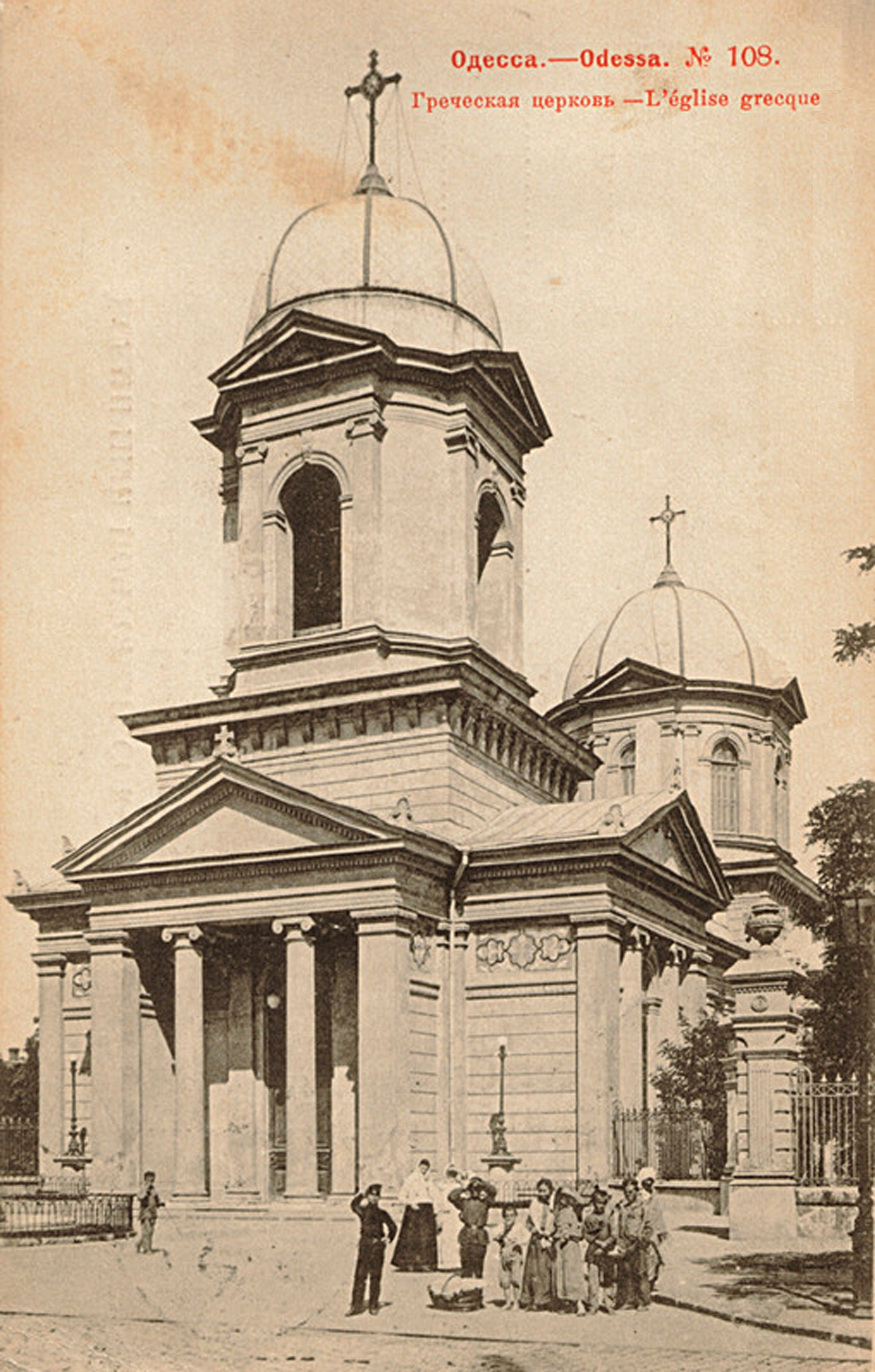
Свято-Троицкий собор, 1902

Храм был заложен в 1795 году митрополитом Екатеринославским и Таврическим Гавриилом (Банулеско-Бодони) в числе ещё 3-х церквей и предназначался для греческой общины города. Первоначально был деревянным.
29 июня 1804 года состоялась торжественная закладка каменного храма; проект архитектора Ф. Фраполи; освящён весной 1808 года.
Первым настоятелем был протоиерей Иоанн Родесу. В 1838 году его заботами к храму были пристроены 2 придела, что сообщило зданию крестообразную форму в византийском стиле с одним куполом и колокольней со шпилем. Южный придел был освящён 31 марта 1840 года в честь Благовещения Пресвятой Богородицы, впоследствии переосвящён в честь Покрова Пресвятой Богородицы; а северный — в честь иконы Божией Матери «Нечаянная радость» и святителя Спиридона Тримифунтского, чудотворца.

В 1821 году здесь были погребены останки казнённого турками Вселенского Патриарха Григория V; в 1871 году перенесены в Афины. В июне 1854 года в церкви погребён российский дипломат греческого происхождения Александр Негри. В 1997 году в северо-восточном углу храма освящено мраморное надгробие на месте, где ранее почивали мощи святителя.
В 1954 году при Свято-Троицком (греческом) храме было создано подворье Александрийского Патриарха в Русской Православной Церкви. Оно просуществовало до 1 апреля 1999 года, после чего было перенесено из Одессы в Москву.